# 剣状突起
剣状突起（けんじょうとっき、xiphoid process, xiphisternum, metasternum）は、胸骨の下部にある小さな軟骨の突起である。成人では通常骨化する。

## 構造
第9胸椎と同じ高さにあり、T7デルマトームに属する。

### 発達
新生児や小さい（特に細身の）幼児では、剣状突起の先端が胸骨のすぐ下のしこりのように見えたり感じたりされることがある。15-29歳になると、胸骨本体と線維性関節で結合する。この関節は大関節に見られる滑膜関節と異なり、動かすことができない。骨化は40歳ごろに起こる。

### 差異
分岐する、穴があるなど形態には個人差があるが、健康への影響はない。このような差異は遺伝するため、埋葬された遺骨を扱うときに家族の判別に役立つことがある。

### 他の動物
鳥類では、多くの場合竜骨突起に沿って長く伸びている。

## 機能
最初の7本の肋骨が胸骨と結合するのと同じように、腹腔神経叢の軟骨は剣状突起に結合して補強し、間接的に肋軟骨を胸骨に結合させる。剣状突起は、正常な呼吸に必要な筋肉である横隔膜をはじめ多くの筋肉の付着に関わっている。腹直筋も固定している。

## 臨床的意義
心肺蘇生法で胸骨圧迫を行う際に剣状突起を圧迫すると、剣状突起が折れて横隔膜を損傷したり、肝臓に突き刺さり致命的な出血を引き起こす可能性があるため避けるべきである。
剣状突起痛 (Xiphodynia) は、胸骨への痛みと圧迫感を特徴とする症候群である。この疾患は珍しいとする資料がある一方、比較的よく見られるが医者に見落とされているとする資料もある。多くの一般的な腹部や胸部の疾患に似た一連の症状を引き起こすが、筋骨格系の疾患である。症状には腹痛、胸痛、吐き気、背中・首・肩への放散痛などがある。重いものを持ち上げることや胸部への外傷が原因となることがあり、曲げたりねじったりすることで痛みが増強されることがある。治療には麻酔やステロイド注射が一般的に用いられる。最も古い症例は1712年に報告されている。
40歳以降になると、部分的に骨化した剣状突起を異常なものと勘違いすることがある。
心膜穿刺（心膜からの液体吸引）では、目印として剣状突起を使用することが多い。

## イメージ

剣状突起の位置（赤で示す）
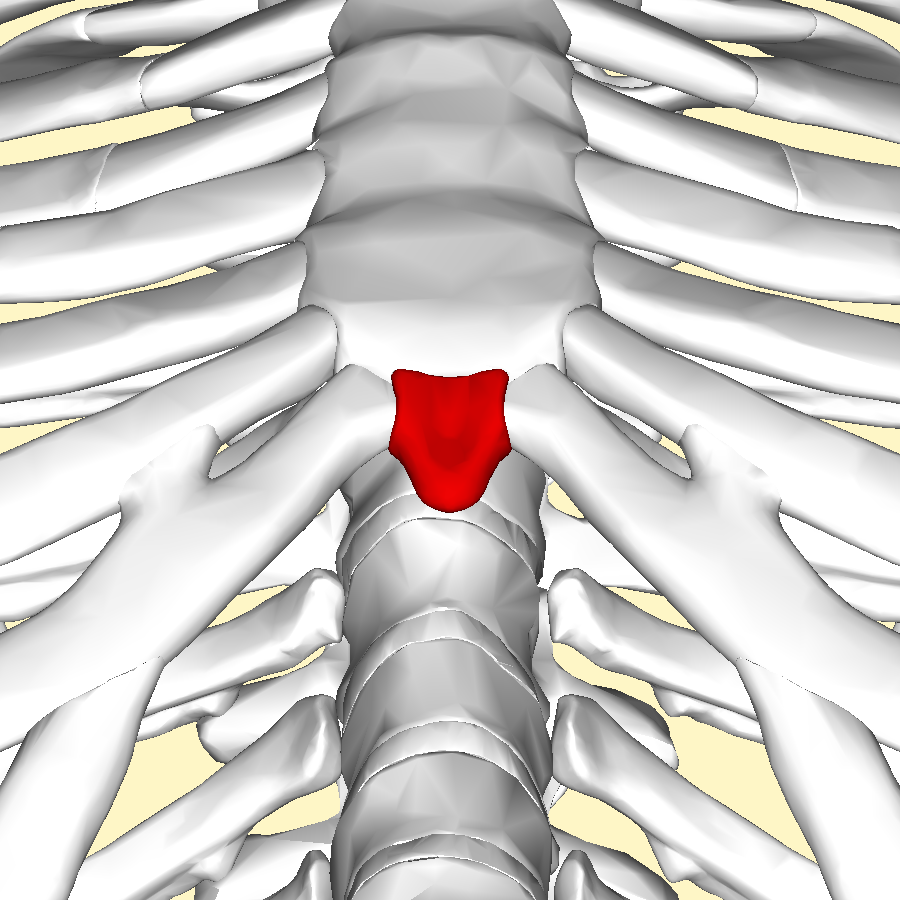
拡大図
剣状突起の形状